# This is Country Music
This Is Country Music é o nono álbum de estúdio do artista country norte-americano Brad Paisley. Foi lançado em 23 de maio de 2011 pela Arista Nashville, sendo certificado como ouro pela RIAA.